# 호세 아라키스타인
호세 아라키스타인 아리에타(스페인어: José Araquistáin Arrieta, 바스크 지방 아스코이티아 ~)는 스페인의 전 축구 선수로, 현역 시절 골키퍼로 활약하였다.

## 클럽 경력

### 레알 소시에다드
아라키스타인은 기푸스코아 주 아스코이티아 출신으로, 인근 레알 소시에다드에서 프로 무대의 첫 발을 디뎌, 첫 시즌에 5번의 라 리가 경기에 출전했는데 이 중 4번은 선발로 출전하였다. 그가 출전한 첫 경기는 1956년 12월 2일, 3-2로 이긴 셀타 비고와의 원정 경기였다.

### 레알 마드리드
아라키스타인은 1961-62 시즌에 레알 마드리드로 이적하였다. 그는 1년차에 25경기에 나서서 국내 2관왕을 견인하여 트로페오 리카르도 사모라의 주인공이 되었다.
그 후, 아라키스타인은 동료 수문장인 호세 비센테 트라인, 안토니오 베탕코르트와 주전 지위를 놓고 오랜 경쟁을 펼쳤다. 그가 가장 많은 실적을 낸 시즌은 1963-64 시즌으로, 그는 30번의 리그 경기 중 14번의 경기에 나서서 머랭 군단의 리그 3연패에 일조한 것이었다. 1966년 5월 11일, 그는 18번의 유러피언컵 경기 중 한 경기인 결승전에 출전하여, 파르티잔을 상대로 2-1로 이겨 레알 마드리드의 그 시즌 유럽대항전 정상에 올려놓는데 힘을 보탰다.

### 말년
이후 아라키스타인은 엘체와 카스테욘의 골문을 지켰는데, 두 곳에서 모두 1부 리그 경기에 출장했었는데, 후자의 경우 세군다 디비시온에서 승격을 경험하였다. 그는 1973년에 36세의 나이로 현역에서 은퇴하였다.

## 국가대표팀 경력
아라키스타인은 스페인 국가대표팀 경기에 6번 출전하였다. 그가 출전한 첫 경기는 1960년 7월 17일, 산티아고에서 4-1로 이긴 칠레와의 친선경기로, 1962년 FIFA 월드컵에 참가한 스페인 선수단의 일원이었다.
칠레에서 열린 대회 본선에서, 아라키스타인은 1-2로 패한 브라질과의 조별 리그 경기에서 골문을 지켰지만, 스페인의 조기 탈락을 막지 못했다. 또한 이 경기는 그가 마지막으로 출전한 국가대표팀 경기이기도 했다.

## 수상

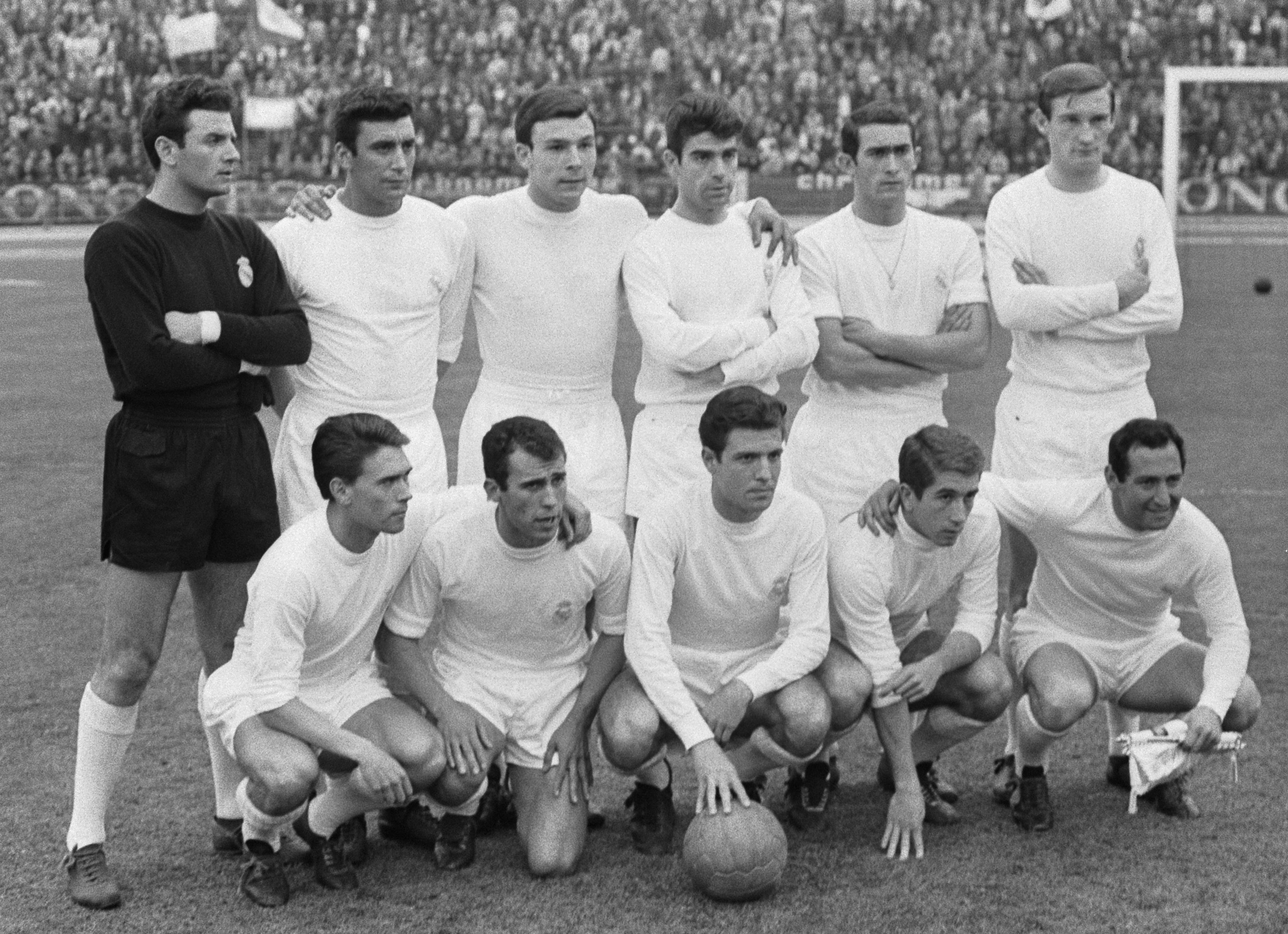
1966 유러피언컵 결승전의 레알 마드리드 선수단. 윗줄 왼쪽부터 호세 아라키스타인, 파친, 페드로 데 펠리페, 마누엘 산치스, 피리, 그리고 이그나시오 소코. 아랫줄 왼쪽부터 페르난도 세레나, 아만시오 아마로, 라몬 그로소, 마누엘 벨라스케스, 그리고 프란시스코 헨토

### 클럽
레알 마드리드
- 라 리가: 1961–62, 1962–63, 1963–64, 1964–65, 1966–67, 1967–68
- 코파 델 헤네랄리시모: 1961–62
- 유러피언컵: 1965–66

### 개인
- 트로페오 리카르도 사모라: 1961–62